# Krolivka
Krolivka  (ucraniano: Кролівка) es un pueblo del Raión de Bolhrad en el Óblast de Odesa de Ucrania. Según el censo de 2001, tiene una población de 89 habitantes.